# Entiszol
Az entiszol egy talajrend az USDA-talajtaxonómiában. Az entiszolok olyan talajok, amikben csak az A-horizont mutat fejlődést. Az entiszolnak nincs jellemző horizontja, és a legnagyobb része alapvetően nem tér el az anyakőzettől, ami lehet meg nem szilárdult üledék vagy kőzet. Az entiszol a második leggyakoribb talajtípus (az inceptiszolok után), a jégmentes földterületek kb. 16-18%-át elfoglalva.
A legtöbb talaj a szilur szárazföldi növényzetének fejlődése előtt entiszol volt elkülönült talajhorizontok nélkül.

## A késő vagy hiányzó fejlődés okai
- El nem málló anyagok - homok, vas-oxid, alumínium-oxid, kaolinit agyag.
- Erózió - általában kiugró lejtőkön.
- Anyaglerakódás - az víz, szél, lejtőhordalék, sárlavina stb. által új anyakőzetek folyamatos, ismételt lerakódása.
- Kiöntés vagy telítődés.
- Hideg klíma - de télen nem olyan hideg, hogy permafroszt alakuljon ki.
- Száraz klíma.
- Közelség alapkőzethez - mállásnak ellenálló lehet, mint pl. a kvarcit vagy a vaskő.
- Toxikus anyakőzet - szerpentinit talaj, bányatalaj, szulfidos anyag.

## Alrendek
- Aquent - állandóan vagy gyakran nedves talaj folyópartokon, árapálysíkságokon, stb. Itt az általános nedvesség korlátozza a fejlődést.
- Arent - antropogén talaj: jellemző horizontok nem fejlődhetnek a mélyen szántás, ásás vagy más emberi talajmozgatások miatt.
- Fluvent - iszapos talaj, ahol a fejlődést megelőzi a periodikus áradások ismételt üledék lerakódása. Völgyekben és folyódeltákban találhatón, főleg magas üledéktartalmúaknál.
- Orthent - vékony vagy váztalaj. Frissen erodált felszíneken vagy nagyon öreg mállásálló ásványoktól mentes talajképződményeken.
- Psamment - minden szintjén homokos entiszol, ahol a fejlődést megakadályozza a homok mállásának lehetetlensége. Mozgó és glaciális buckákból alakul ki.
- Wassent - több, mint napi 21 órára elárasztott entiszol.

## Külső hivatkozások
- Entisols. USDA-NRCS. [2006. május 9-i dátummal az eredetiből archiválva]. (Hozzáférés: 2006. május 14.)